# 텔레프롬프터

도식 표현: (1) 비디오 카메라; (2) 슈라우드(Shroud); (3) 비디오 모니터; (4) 투명한 유리 또는 빔 스플리터; (5) 대상으로부터의 상; (6) 비디오 모니터로부터의 상

텔레프롬프터(teleprompter)는 전자 시각 문자의 연설문이나 대본을 화자에게 표시해주는 디스플레이 장치의 하나이다. 텔레프롬프터를 사용하는 일은 큐 카드를 사용하는 것과 비슷하다. 화면은 보통 프로페셔널 비디오 카메라의 렌즈 앞, 보통은 아래쪽에 위치하며 화면 상의 단어들은 한 장의 투명한 유리나 특별하게 준비된 빔 스플리터를 사용하여 프레젠터의 눈에 반사된다. 퍼포머로부터의 빛은 유리의 앞면을 통해 렌즈로 전달되며, 렌즈를 둘러싸는 슈라우드와 유리 뒷면은 원치 않는 빛이 렌즈로 들어가지 못하게 막아준다.
화자가 작성 노트를 향해 아래로 쳐다볼 필요가 없기 때문에 텔레프롬프터는 화자가 카메라 렌즈를 직접 주시함으로써 발언을 기억하거나 자발적으로 하고 있는 것처럼 착각하도록 만들어준다. 반면에 큐 카드는 무조건 렌즈 축에서 떨어져 위치해 있기 때문에 화자를 카메라 옆면에서 보도록 만들면서 집중력을 흐트리는 인상을 남기게 된다.
1952년 미국의 정치대회의 텔레비전 진행자와 화자에 의해 사용된 최초의 기계 종이 롤 텔레프롬프터에서부터, 1964년 TV 진행자, 그리고 미국의 대회들에 사용된 이중 유리 텔레프롬프터,
1982년 컴퓨터 기반 롤과 1996년의 포-프롬프터 시스템(four-prompter system),, 2006년의 컨피던스 모니터,에 이르기까지 기술은 계속 발전하고 있다.
낙타 대문자로서 TelePrompTer는 텔레프롬프터(TelePrompTer) 컴퍼니가 사용한 상표명에서 기원한 것으로, 1950년대에 최초로 이 장치를 개발하였다. 현재는 보통명칭화되었다. 영국의 텔레프롬프터 제조업체 오토큐(Autocue)는 영국 연방 국가들과 일부 유럽 국가들에서 패션 상표로 사용하고 있다.

## 같이 보기
- 큐 카드